# Ileana Streinu
Ileana Streinu (n. secolul al XX-lea, București, România) este o informaticiană și matematiciană româno-americană, Profesor Charles N. Clark de Matematică și Informatică la Smith College în Massachusetts. Este cunoscută pentru cercetările sale în geometrie computațională și, în special, pentru munca sa cu privire la cinematică și rigiditate structurală.

## Biografie
Streinu a urmat studiile de licență la Universitatea din București în România. Ulterior, a obținut două doctorate în 1994, unul în matematică și informatică de la Universitatea București, sub îndrumarea lui Solomon Marcus, și un altul în informatică de la Universitatea Rutgers, sub îndrumarea lui William L. Steiger. Ea s-a alăturat departamentului de informatică de la Smith College în 1994, i s-a oferit și o catedră de matematic, în 2005, iar în 2009 a devenit Profesor Charles N. Clark. De asemenea, deține un post de profesor adjunct la departamentul de informatică la Universitatea din Massachusetts Amherst.
La Smith, Streinu este director al Biomathematical Științe Concentrare și a fost co-PI pe un grant de un milion de dolari împărțit între patru școli pentru a susține această activitate.

## Premii și distincții
În 2006, Streinu a câștigat Premiul Grigore Moisil al Academiei Române pentru munca ei cu Ciprian Borcea folosind geometrie algebrică complexă pentru a demonstra că fiecare graf rigid minimal cu lungimi ale arcelor fixe are cel mult 4n diferite embeddings în planul euclidian, unde n reprezintă numărul de noduri distincte din graf.
În 2010, Streinu a câștigat Premiul David P. Robbins al American Mathematical Society pentru o soluție combinatorială pentru problema regulii dulgherului. În această problemă, este dat un poligon simplu arbitrar, cu vârfuri flexibile și arce rigide, și trebuie să se demonstreze că acesta poate fi transformat într-o formă convexă fără a produce întretăieri ale arcelor. Soluția propusă de Streinu mărește graful de intrare pentru a forma o pseudotriangulare, elimină un arc din înfășurătoarea convexă din acest graf, și arată că această eliminare a arcului oferă un singur grad de libertate care permite poligonului să devină din ce în ce mai convex cu fiecare pas efectuat.
În 2012, a devenit un membru al American Mathematical Society.